# Lepidosauria
De Lepidosauria zijn een groep reptielen bestaande uit de Squamata (schubreptielen ofwel de slangen en hagedissen) en de Sphenodontia (brughagedissen).
De Lepidosauria zijn in 1866 benoemd door Ernst Haeckel.
Tegenwoordig worden de Lepidosauria meestal gedefinieerd als een clade: de groep bestaande uit de laatste gemeenschappelijke voorouder van de Rhynchocephalia en de Squamata; en al zijn afstammelingen.
De slangen, hagedissen en brughagedissen zijn nauwer onderling verwant dan aan de andere groepen huidige reptielen, de schildpadden, de krokodilachtigen en de nog levende dinosauriërs, de vogels. De oudste lepidosauriërs zijn bekend van het laat-Perm en vroeg-Trias van Zuid-Afrika; het zijn de geslachten Paliguana, Palaeagama en Saurosternon. Deze zijn echter van fragmenten bekend, soms alleen van de schedel. Het verloop van de ontwikkeling van de lepidosauriërs in het Trias is nog grotendeels onduidelijk. Pas in het laat-Trias verschijnen de voorlopers van moderne groepen, zoals de Kuehneosauridae en de brughagedissen. De oudste hagedisachtigen zijn pas bekend van het laat-Jura.

## Taxonomie
- Superorde Lepidosauria
  - Orde Squamata (hagedissen, slangen)
  - Orde Sphenodontia (brughagedissen)